# Батман (вилајет)
Батмански вилајет (тур. Batman ili) је вилајет на југоистоку Турској у југоисточној Анатолији. Административни центар вилајета је град Батман.
Вилајет је веома значај зато што су резерве и производа нафте овде започела четрдесетих година двадесетог века. Овде се налази 494 километара нафтовода од Батмана до турске луке Искендерун. Памук је главни пољопривредни производ. Железничка линија спаја Батман са суседним вилајетима Дијарбакир и Елазиг и престоницом Анкаром. Река Батман пролази кроз ову област.

## Историја
Батмански вилајет садржи стратешки важну реку Тигрис са плодном земљом и каменим планинама са великим бројем пећинама које омогућују природни заклон. Због тога је ова област била насељена још у неолитско доба. Први документовани подаци о насељима датирају из 7. века пре нове ере.
Независна држава на овим просторима постојала је од 546. године пре нове ере до доласка Александра Великог 352. године пре нове ере. За време Византије овај простор је од 4. до 6. века био религијски центар. У 11. веку су дошли Селџуци и у граду Хасанкејфу имали један од својих центара.
Између 4. и 6. века вилајет је био на путу свиле. Населили су је Асирски хришћани, а било је и доста Грка, Багдадских Јевреја и Јермена који су у овој области од 3. миленијума пре нове ере. У 1. веку пре нове ере основан је Тигранакерт, који је био главни град Јерменског краљевства. Направио га је краљ Тигран Велики између 95. и 55. године пре нове ере.
Откривањем и експлоатацијом нафте резултовало је насељавањем Турака на овој већински курдском вилајету. Ово је довело до етничких конфликта.

## Нафтна индустрија
Потрага за нафтом почела је 1935. Дана 20. априла 1940. нафта је пронађена на дубини од 1048 метара југоисточно од града Батмана. Прва експериментално вађење почео је јуна 1940. Мања рафинерија нафте почела је са радом 1947, а већа је направљена 1955. Касније су пронађени и друге резерве нафте на овом подручју.

## Брана Батман
Брана је почела да се гради 1986. а завршена је 1999. Висока је 85 метара а годишњи капацитет производње електричне енергије је 483 GWh.